# Nye Tider (Folkeklubben-album)
 For alternative betydninger, se Nye tider. (Se også artikler, som begynder med Nye tider)
Nye Tider er den danske poptrio Folkeklubbens debutalbum, der blev udgivet den 15. april 2013. Den første single der blev udgivet var "Tænker Tit". Herefter fulgte "For Pengene" og "Fedterøv".
Albummet modtog hovedsageligt positive anmeldelser, og fik 4/6 stjerner i musikmagasinet GAFFA. Nye Tider blev desuden listet af to forskellige anmeldere fra Soundvenue som et af de tre bedste danske albums fra 2013.

## Spor
1. "For Pengene" - 3:29
2. "Mit Kvarter" - 2:46
3. "Tænker Tit" - 2:49
4. "Idioterne Og Vennerne" - 3:40
5. "Dora Maar" - 3:39
6. "Klokkerne Ringer" - 3:19
7. "Bagmænd Og Supertanker" - 5:28
8. "Byens Kro" - 4:08
9. "Nye Tider" - 3:22
10. "Vesterbro Revisited" - 4:11
11. "Fedterøv" - 3:32
12. "Drømmene Vågner" - 4:57